# Краснооктябрський район (Волгоград)
Краснооктябрський район (рос. Краснооктябрьский район) — один з районів Волгограда (Росія). Отримав назву від металургійного заводу «Червоний Жовтень», розташованого на його території.
Глава адміністрації — Бєлоусов Олег Вікторович.

## Географія
- Займана площа: 34,2 км².
- Населення: 153 тис. чол. (2002), третє місце серед районів міста.[4]

Краснооктябрський район Волгограда межує з Тракторозаводським, Центральним та Дзержинським районами міста, а також з Городіщенським районом Волгоградської області. Має вихід до Волги і включає незаселений острів Денежний на річці.
Розділений на 4 виборчих округи . Включає селища Вишнева Балка, Мансардний, Нижні Барикади, Сєверний, Тир.

## Історія
Своєю появою район зобов'язаний металургійному заводу «Урал-Волга» (нині Волгоградський металургійний завод «Червоний Жовтень»), що став згодом одним з основних містоутворюючих підприємств міста. Завод побудований «Урало-Волзьким акціонерним металургійним товариством», утвореним у Парижі французькими підприємцями в кінці XIX століття. Під його будівництво у Царицинський міській управі на 99 років була орендована ділянка північніше Банного яру.
- 30 квітня 1897 — урочиста закладка металургійного заводу «Урал-Волга».
- 25 листопада 1898 — перша плавка в мартенівському цеху заводу.
- 1908 рік — приєднання до Царицина території району, що займає завод «Урал-Волга» селищ: Велика Франція, Мала Франція, Російське село.
- 1 липня 1915 — відкрилася трамвайна лінія на металургійний завод.
- 5 грудня 1922 — металургійному заводу присвоєно найменування «Червоний Жовтень».
- 1936 — район отримає назву «Краснооктябрський».
- 23 серпня 1942 — масоване бомбардування Сталінграда фашистською авіацією. У результаті її і наступних тривалих запеклих боїв весь район і завод були зруйновані повністю (див. Сталінградська битва).
- 29 вересня — німцями окупований Краснооктябрський район.
- 14 жовтня — німцями окупований Барикадний район (частина сучасного Краснооктябрського району).
- 2 лютого 1943 — закінчення Сталінградської битви, звільнення району від окупації.
- Березень 1943 — початок відновлювальних робіт в районі.
- 31 липня 1943 — перша плавка на споруджуваному заново заводі «Червоний Жовтень».
- Грудень 1943 — почала діяти відновлена лінія трамваю від центру міста до заводу «Червоний Жовтень».
- 1946–1948 роки — поява селищ Мансардний і Сєверний.
- 1948 — на «Червоному Жовтні» закінчилося відновлення мартенівських цехів до їх довоєнного виробництва. Нагородження заводу Орденом Трудового Червоного Прапора.
- 15 жовтня 1953 — ліквідований Барикадний район з передачею території Краснооктябрському району.

## Транспортне сполучення
- трамвай маршрутів № 13, 1, 2, 3, 4, 5, 6, 10, «ШТ»;
- тролейбус за маршрутами № 1, 3, 8, 8А, 9, 12;
- електропоїзд що з'єднує всі райони Волгограда з містом Волзький;
- автобуси маршрутів № 8, 21э, 59э, 149э;
- маршрутні таксі

## Пам'ятники та визначні пам'ятки
- Пам'ятник героям оборони Червоного Царицина на площі Металургів. Шестифігурна скульптурна композиція з бронзи.
- Пам'ятник Михайлу Панікахе на перетині проспекту Металургів і вулиці Таращанців. Шестиметрова скульптура з кованої міді, що зображає охопленого полум'ям морського піхотинця в момент кидка до фашистського танку.[7]
- Меморіальний ансамбль «Острів Людникова» в Нижньому селищі заводу «Барикади». Місце запеклих боїв 138-ї Червонопрапорної стрілецької дивізії під командуванням полковника Людникова, яка відбила всі атаки противника, перебуваючи в напівоточенні.
- Командний пункт 138-ї стрілецької дивізії, що входить до «Острова Людникова». Збережені як меморіал руїни двоповерхової будівлі з червоної цегли.
- Пам'ятні знаки у вигляді башт танків Т-34, що позначають передній край оборони, що склався на 19 листопада 1942 — день початку контрнаступу під Сталінградом. 7 з 17 таких знаків по всьому Волгограду розташовані в Краснооктябрському районі.
- Місця бойової слави і масові братські поховання воїнів, загиблих при обороні Сталінграда.
- Парк культури і відпочинку імені Гагаріна з унікальним ботанічним садом.
- Острів Денежний на річці Волга, що простягнувся від селища Нижній тракторний до заводу Барикади. На його території регулярно здійснюють знахідки стародавніх монет зниклих держав Азії і Давньої Греції.[8]

## Набережна
Мала Французька набережна заводу Дюмо
- Колишній Палац Культури заводу «Червоний Жовтень» у парку
- Будинок науки і техніки і музей заводу
- Пам'ятник О. Ковальової — першій сталевару-жінці в Сталінграді
- Плавальний басейн «Іскра»
- Стадіон «Моноліт» заводу «Червоний Жовтень»
- Спорт-база футбольного клубу «Ротор»

## Культура та спорт
- "Волгоградський державний театр «Царицинська опера»
- Комунальний заклад культури «Комплекс культури і відпочинку ім. Ю. Гагаріна»
- Державний ансамбль пісні і танцю «Козача Воля»
- Спортивний клуб «Ротор»
- Спортивний клуб «Волга»
- Спортивний комплекс «Зеніт»
- «Асоціація Глобального Таеквон-до Волгоградської області»
- ПК 40 років Жовтня

## Освіта
- Волгоградська академія державної служби
- Волгоградський юридичний інститут  [Архівовано 11 січня 2016 у Wayback Machine.]
- Філія Російського державного торгово-економічного університету  [Архівовано 19 листопада 2017 у Wayback Machine.]
- Філія Всеросійського заочного фінансово-економічного інституту  [Архівовано 26 квітня 2013 у Wayback Machine.]
- Філія ННОУ Інститут економіки і зв'язків з громадськістю
- НОУ Сучасна гуманітарна академія
- Волгоградський державний економіко-технічний коледж
- Коледж професійних технологій, економіки та права
- Волгоградський державний технічний університет  [Архівовано 1 травня 2012 у Wayback Machine.]
- Філія Архангельського «Інституту управління»

## Промисловість
- ЗАТ Волгоградський металургійний завод «Червоний Жовтень»
- ВАТ «ЦКБ «Титан»
- ВАТ «ВО «Барикади»
- ВАТ «Молочний завод № 3 «Волгоградський»